# Ctenucha manuela
Ctenucha manuela là một loài bướm đêm thuộc phân họ Arctiinae, họ Erebidae.